# Eterotopia (filosofia)
Eterotopia è un termine coniato dal filosofo francese Michel Foucault per indicare quegli spazi che hanno la particolare caratteristica di essere connessi a tutti gli altri spazi, ma in modo tale da sospendere, neutralizzare o invertire l'insieme dei rapporti che essi stessi designano, riflettono o rispecchiano.
Eterotopico è, per esempio, lo specchio, in cui ci vediamo dove non siamo, in uno spazio irreale che si apre virtualmente dietro la superficie ma che, al contempo, è un posto assolutamente reale, connesso a tutto lo spazio che lo circonda. Un altro esempio di eterotopo è il cimitero, unione/separazione simbolica della città dei vivi e dei morti, «l'altra città in cui ogni famiglia possiede la sua nera dimora». Un altro esempio di eterotopo è una chiesa in mezzo a tante abitazioni comuni, per cui il contesto sacro e profano si mescolano. Come sono eterotopie teatri, cinema, treni, giardini, collegi, camere d'albergo, manicomi, prigioni...
Forgiato sul modello del concetto di utopia, e come il suo simmetrico inverso, il concetto di eterotopia designa luoghi aperti su altri luoghi, luoghi la cui funzione è di far comunicare tra loro degli spazi. Laddove però le utopie designano ambienti privi di localizzazione effettiva, le eterotopie sono luoghi reali. Già ne Le parole e le cose. Un'archeologia delle scienze umane (1966) Foucault contrapponeva utopie ed eterotopie, scrivendo: 
(tr. it. Milano, Rizzoli, pp. 7-8)
Nella conferenza tunisina Des espaces autres del marzo (1967) Foucault articolava in sei princìpi le modalità specifiche delle eterotopie.  
- Il primo principio sottolinea il carattere di costante universale rappresentato dalla presenza di eterotopie all'interno delle diverse società del passato e attuali.
- Il secondo insiste sulle variazioni particolari a cui le eterotopie sono sottoposte da parte della storia o della geografia, cosicché a seconda dei periodi o delle latitudini, il loro volto può essere assai diverso.
- Il terzo principio evidenzia la possibilità intrinseca alle eterotopie di sovrapporre in un solo luogo diverse localizzazioni incompatibili (teatro, cinema, giardini).
- Il quarto principio mostra la solidarietà delle eterotopie con le eterocronie (dal greco khronos, tempo): in tal caso, tempi diversi si sovrappongono. Per esempio le biblioteche, musei, monumenti e targhe commemorative mirano a sospendere, congelare e arrestare il flusso del tempo; di contro, le feste, le fiere o più di recente i villaggi turistici si collocano deliberatamente nell'ambito dell'effimero e del futile a livello temporale. Le eterotopie e eterocronie sono solidali tra loro, poiché nelle eterocronie uno spazio viene occupato stabilmente e capitalizzato per preservare una memoria, mentre altri spazi anche prossimi possono essere occupati solo temporaneamente in vista di eventi.
- Il quinto principio mostra che ogni eterotopia è fondata su un «sistema d'apertura e di chiusura che al contempo la isola e la rende penetrabile». Riti di ispirazione religiosa (hammam, bagni turchi) o meticolose disposizioni di sicurezza (caserme, prigioni) solennizzano di fatto l'ingresso nello spazio eterotopico.
- Il sesto principio, infine, insiste sulla funzione propria dello spazio eterotopico nel suo correlarsi allo spazio esteriore, sia nella forma dell'illusione sia nella forma della compensazione.

Foucault chiudeva la sua conferenza sulle eterotopie con queste parole: 
(Dits et écrits, cit. p. 1581)